# Cameron Johnson
Cameron Jordan Johnson, né le 3 mars 1996 à Moon Township dans le comté d'Allegheny en Pennsylvanie, est un joueur américain de basket-ball évoluant aux postes d'ailier et ailier fort. Il mesure 2,01 m.

## Biographie

### Carrière universitaire
Entre 2014 et 2017, Johnson joue pour les Panthers de Pittsburgh à l'université de Pittsburgh.
Entre 2017 et 2019, il joue pour les Tar Heels de la Caroline du Nord à l'université de Caroline du Nord à Chapel Hill.

### Carrière professionnelle

#### Suns de Phoenix (2019-2023)
Le 20 juin 2019, lors de la draft NBA 2019, Johnson est drafté en 11e position par les Timberwolves du Minnesota, ce qui est une surprise pour certains analystes.
Le 6 juillet 2019, ses droits de draft sont transférés aux Suns de Phoenix, avec Dario Šarić en échange des droits de draft sur Jarrett Culver. Le même jour, il signe un contrat avec les Suns de Phoenix. Durant l'interruption de quatre mois de la saison NBA 2019-2020 en mars en raison du COVID-19, il s'affûte et s'améliore individuellement. Après cette période, il a davantage de responsabilités qu'il gagne lors des matches de préparation à la reprise de la saison.

#### Nets de Brooklyn (2023-2025)
La veille de la fermeture du marché des transferts, Cam Johnson est transféré vers les Nets de Brooklyn avec Mikal Bridges, Jae Crowder et plusieurs premiers tours de draft contre Kevin Durant et T. J. Warren.
En juillet 2023, il prolonge à Brooklyn via un contrat de 108 millions de dollars sur quatre saisons.

#### Nuggets de Denver (depuis 2025)
En juillet 2025, Johnson est envoyé aux Nuggets de Denver en échange de Michael Porter Jr.,.

## Statistiques
Gras = ses meilleures performances

### Universitaires
| Saison    | Équipe           | Matchs | Titul. | Min./m | % Tir | % 3pts | % LF | Rbds/m. | Pass/m. | Int/m. | Ctr/m. | Pts/m. |
| --------- | ---------------- | ------ | ------ | ------ | ----- | ------ | ---- | ------- | ------- | ------ | ------ | ------ |
| 2014-2015 | Pittsburgh       | 8      | 0      | 14,4   | 39,4  | 34,8   | 50,0 | 1,12    | 0,50    | 0,12   | 0,38   | 4,50   |
| 2015-2016 | Pittsburgh       | 32     | 1      | 11,7   | 39,7  | 37,5   | 80,8 | 1,84    | 0,50    | 0,31   | 0,16   | 4,84   |
| 2016-2017 | Pittsburgh       | 33     | 33     | 33,3   | 44,9  | 41,7   | 81,1 | 4,52    | 2,33    | 0,94   | 0,33   | 11,88  |
| 2017-2018 | Caroline du Nord | 26     | 20     | 29,3   | 42,6  | 34,1   | 84,7 | 4,69    | 2,31    | 0,69   | 0,19   | 12,42  |
| 2018-2019 | Caroline du Nord | 36     | 36     | 29,9   | 50,6  | 45,7   | 81,8 | 5,78    | 2,39    | 1,19   | 0,28   | 16,89  |
| Carrière  | Carrière         | 135    | 90     | 25,4   | 45,7  | 40,6   | 81,7 | 4,05    | 1,80    | 0,76   | 0,25   | 11,21  |

### Professionnelles

#### Saison régulière
| Saison    | Équipe   | Matchs | Titul. | Min./m | % Tir | % 3pts | % LF | Rbds/m. | Pass/m. | Int/m. | Ctr/m. | Pts/m. |
| --------- | -------- | ------ | ------ | ------ | ----- | ------ | ---- | ------- | ------- | ------ | ------ | ------ |
| 2019-2020 | Phoenix  | 57     | 9      | 22,0   | 43,5  | 39,0   | 80,7 | 3,28    | 1,21    | 0,63   | 0,35   | 8,84   |
| 2020-2021 | Phoenix  | 60     | 11     | 24,0   | 42,0  | 34,9   | 84,7 | 3,30    | 1,40    | 0,60   | 0,30   | 9,60   |
| 2021-2022 | Phoenix  | 66     | 16     | 26,2   | 46,0  | 42,5   | 86,0 | 4,10    | 1,50    | 0,90   | 0,20   | 12,50  |
| 2022-2023 | Phoenix  | 17     | 16     | 25,2   | 47,4  | 45,5   | 81,8 | 3,80    | 1,50    | 0,90   | 0,40   | 13,90  |
| 2022-2023 | Brooklyn | 25     | 25     | 30,8   | 46,8  | 37,2   | 85,1 | 4,80    | 2,10    | 1,40   | 0,30   | 16,60  |
| 2023-2024 | Brooklyn | 58     | 47     | 27,6   | 44,6  | 39,1   | 78,9 | 4,30    | 2,40    | 0,80   | 0,30   | 13,40  |
| Carrière  | Carrière | 283    | 124    | 25,5   | 44,7  | 39,2   | 83,0 | 3,90    | 1,70    | 0,80   | 0,30   | 11,70  |

Mise à jour le 3 novembre 2024

#### Playoffs
| Saison   | Équipe   | Matchs | Titul. | Min./m | % Tir | % 3pts | % LF | Rbds/m. | Pass/m. | Int/m. | Ctr/m. | Pts/m. |
| -------- | -------- | ------ | ------ | ------ | ----- | ------ | ---- | ------- | ------- | ------ | ------ | ------ |
| 2021     | Phoenix  | 21     | 0      | 21,1   | 50,0  | 44,6   | 90,6 | 3,10    | 0,80    | 0,90   | 0,20   | 8,20   |
| 2022     | Phoenix  | 13     | 3      | 24,6   | 46,5  | 37,3   | 81,3 | 3,50    | 1,50    | 0,40   | 0,10   | 10,80  |
| 2023     | Brooklyn | 4      | 4      | 38,0   | 50,9  | 42,9   | 85,7 | 5,80    | 2,80    | 0,80   | 0,30   | 18,50  |
| Carrière | Carrière | 38     | 7      | 24,1   | 48,9  | 41,6   | 85,9 | 3,60    | 1,20    | 0,70   | 0,20   | 10,20  |

Mise à jour le 1er juillet 2023

## Records sur une rencontre en NBA
Les records personnels de Cameron Johnson en NBA sont les suivants, :
| Type de statistique        | Saison régulière | Saison régulière      | Saison régulière | Playoffs | Playoffs                        | Playoffs      |
| Type de statistique        | Record           | Adversaire            | Date             | Record   | Adversaire                      | Date          |
| -------------------------- | ---------------- | --------------------- | ---------------- | -------- | ------------------------------- | ------------- |
| Points                     | 38               | Knicks de New York    | 4 mars 2022      | 28       | 76ers de Philadelphie           | 18 avril 2023 |
| Paniers marqués            | 14               | 76ers de Philadelphie | 22 novembre 2024 | 11       | 76ers de Philadelphie           | 18 avril 2023 |
| Paniers tentés             | 21               | 76ers de Philadelphie | 22 novembre 2024 | 19       | @ 76ers de Philadelphie         | 18 avril 2023 |
| Paniers à 3 points réussis | 9                | 2 fois                | 2 fois           | 5        | 1 fois                          | 1 fois        |
| Paniers à 3 points tentés  | 13               | 2 fois                | 2 fois           | 11       | 1 fois                          | 1 fois        |
| Lancers francs réussis     | 10               | Hawks d'Atlanta       | 1er juin 2021    | 6        | Lakers de Los Angeles           | 16 mars 2025  |
| Lancers francs tentés      | 10               | Hawks d'Atlanta       | 16 mars 2025     | 7        | Lakers de Los Angeles           | 1er juin 2021 |
| Rebonds offensifs          | 4                | @ Celtics de Boston   | 31 décembre 2021 | 3        | Lakers de Los Angeles           | 23 mai 2021   |
| Rebonds défensifs          | 12               | Mavericks de Dallas   | 2 août 2020      | 9        | Sixers de Philadelphie          | 22 avril 2023 |
| Rebonds totaux             | 12               | 2 fois                | 2 fois           | 10       | Sixers de Philadelphie          | 22 avril 2023 |
| Passes décisives           | 5                | 2 fois                | 2 fois           | 5        | Pelicans de La Nouvelle-Orléans | 26 avril 2022 |
| Interceptions              | 3                | 5 fois                | 5 fois           | 3        | Clippers de Los Angeles         | 28 juin 2021  |
| Contres                    | 3                | 2 fois                | 2 fois           | 1        | 6 fois                          | 6 fois        |
| Balles perdues             | 4                | Heat de Miami         | 13 avril 2021    | 3        | Clippers de Los Angeles         | 28 juin 2021  |
| Minutes jouées             | 40               | Mavericks de Dallas   | 2 août 2020      | 41       | 76ers de Philadelphie           | 18 avril 2023 |

- Double-double : 7 (dont 1 en playoffs)
- Triple-double : 0

Dernière mise à jour : 15 mars 2025